# James Potter
James Potter este un personaj fictiv din seria de cărți Harry Potter, scrisă de J.K. Rowling. James este tatăl personajului principal al cărții, Harry Potter. A iubit-o foarte mult pe Lily Evans. A decedat când fiul său avea doar un an, în urma confruntării cu Lord Voldemort. Nu îl putea suferi pe Severus Snape. Patronusul său este un cerb, de asemenea animagusul său era un cerb. A fost căsătorit cu Lily Evans.
James a făcut parte din primul Ordinul Phoenix. A fost ucis de Voldemort în timpul Primului Război de Vrăjitorie sau Primul Război al Vrăjitorilor.
A murit pe data de 31 octombrie 1981 alături de Lily Potter.
În anul întâi de la Hogwarts s-a împrietenit cu Sirius Black(care a devenit cel mai bun prieten al lui James),Remus Lupin și Peter Pettigrew. Peter Pettigrew a fost cel care a trădat familia Potter in fața lui Lord Voldemort, fiind păstrător al secretului.